# Vittoria Puccini
Vittoria Puccini (18 de noviembre de 1981 en Florencia, Italia) es una actriz italiana de cine y televisión.
Desde su enorme éxito en 2003 por su papel en la serie televisiva Elisa di Rivombrosa,  ha continuado trabajando en cine y televisión, convirtiéndose en una de las actrices más populares y exitosas de Italia.

## Biografía
En 2006 tuvo una hija con el actor italiano Alessandro Preziosi, coprotagonista en la serie Elisa di Rivombrosa. En 2013 participó en la producción televisiva Anna  Karenina, con un papel protagonista.

## Filmografía
Cine
- Tutto l'amore che c'è, dirigido por Sergio Rubini (2000)
- Paz!, dirigido por Renato De Maria (2002)
- Operazione Appia Antica, dirigido por Carlo Lizzani (2003)
- Ma quando arrivano le ragazze?, dirigido por Pupi Avati (2005)
- Colpo d'occhio, dirigido por Sergio Rubini (2008)
- C'era una volta la città dei matti (2009) dirigido por Marco Turco

- Baciami ancora, dirigido por Gabriele Muccino (2010) (2011)
- La vita Simple, dirigido por Lucio Pellegrini (2011)
- Acciaio, dirigido por Stefano Mordini  (2012)
- Magnifica presenza, dirigido por Ferzan Özpetek (2012)
- Tutta colpa di Freud, dirigido por Paolo Genovese (2014)
- 18 regali (2020)

Televisión
- La crociera, dirigido por Enrico Oldoini - Miniserie televisión - Rai Uno (2001)
- Sant'Antonio da Padova, dirigido por Umberto Marino - Miniserie televisión - Rai Uno (2002)
- Elisa di Rivombrosa, dirigido por Cinzia TH Torrini - Serie televisión - Canale 5 (2003)
- Imperium: Nerone, dirigido por Paul Marcus - Miniserie televisión - Rai Uno (2004)
- Elisa di Rivombrosa 2, dirigido por Cinzia TH Torrini - Serie televisión - Canale 5 (2005)
- Kronprinz Rudolfs letzte Liebe (de), dirigido por Robert Dornhelm - televisión de Película - Rai Uno  (2006)
- Le ragazze di San Frediano, dirigido por Vittorio Sindoni - Miniserie televisión - Rai Uno (2007)
- La baronessa di Carini, dirigido por Umberto Marino - Miniserie televisión - Rai Uno (2007)
- Tutta la verità, dirigido por Cinzia TH Torrini - Miniserie televisión - Rai Uno (2009)
- C'era una volta la città dei matti..., dirigido por Marco Turco - Miniserie televisión - Rai Uno (2010)
- Violetta, dirigido por Antonio Frazzi - Miniserie televisión - Rai Uno (2011)
- Altri Tempos, dirigidos por Marco Turco - Miniserie televisión - Rai Uno (2013)
- Anna Karenina, dirigido por Cristiano Duguay - Miniserie televisión - Rai Uno (2013)
- L'Oriana, regia di Marco Turco – miniserie TV (2015)
- Romanzo famigliare, dirigido por Francesca Archibugi – serie TV (2018)
- Mentre ero via, dirigido por Michele Soavi – serie TV (2019)
- Il processo, dirigido por Stefano Lodovichi– serie TV (2019)
- La fuggitiva, dirigido por Carlo Carlei – serie TV - Rai Uno (2021)
- Non mi lasciare, dirigido por Ciro Visco – serie TV - Rai Uno (2022)

## Anuncios
Vittoria Puccini ha realizado numerosos trabajos comerciales para la marca Pantene.

## Premios y distinciones
Festival Internacional de Cine de Venecia
| Año  | Categoría                     | Película | Resultado |
| ---- | ----------------------------- | -------- | --------- |
| 2010 | Premio L’Oréal Paris del cine | -        | Ganadora  |